# Жирновск
Жирновск (на руски: Жирновск) е град в Русия, административен център на Жирновски район, Волгоградска област. Населението му към 1 януари 2018 година е 15 680 души.

## География
Градът се намира на 320 км северно от Волгоград, в близост до Саратовска област. Разположен е в южните части на Приволжките възвишения, на двата бряга по река Медведица, приток на река Дон.